# Juan Moreno (taekwondo)
Juan Miguel Moreno (Libertyville, 1 de abril de 1971) es un deportista estadounidense que compitió en taekwondo.
Ganó una medalla en el Campeonato Mundial de Taekwondo de 1989 y dos medallas en el Campeonato Panamericano de Taekwondo, en los años 1988 y 1990. En los Juegos Panamericanos de 1991 consiguió una medalla de oro.

## Palmarés internacional
| Campeonato Mundial      | Campeonato Mundial    | Campeonato Mundial | Campeonato Mundial |
| Año                     | Lugar                 | Medalla            | Categoría          |
| ----------------------- | --------------------- | ------------------ | ------------------ |
| 1989                    | Seúl (Corea del Sur)  | Medalla de bronce  | –50 kg             |
| Juegos Panamericanos    |                       |                    |                    |
| Año                     | Lugar                 | Medalla            | Categoría          |
| 1991                    | La Habana (Cuba)      | Medalla de oro     | –50 kg             |
| Campeonato Panamericano |                       |                    |                    |
| Año                     | Lugar                 | Medalla            | Categoría          |
| 1988                    | Lima (Perú)           | Medalla de oro     | –50 kg             |
| 1990                    | Bayamón (Puerto Rico) | Medalla de plata   | –50 kg             |